# The Young Ones (film)
The Young Ones è un film britannico del 1961 diretto da Sidney J. Furie.